# Puya santanderensis
Puya santanderensis är en gräsväxtart som beskrevs av José Cuatrecasas. Puya santanderensis ingår i släktet Puya och familjen Bromeliaceae. Inga underarter finns listade i Catalogue of Life.